# Flandriencross

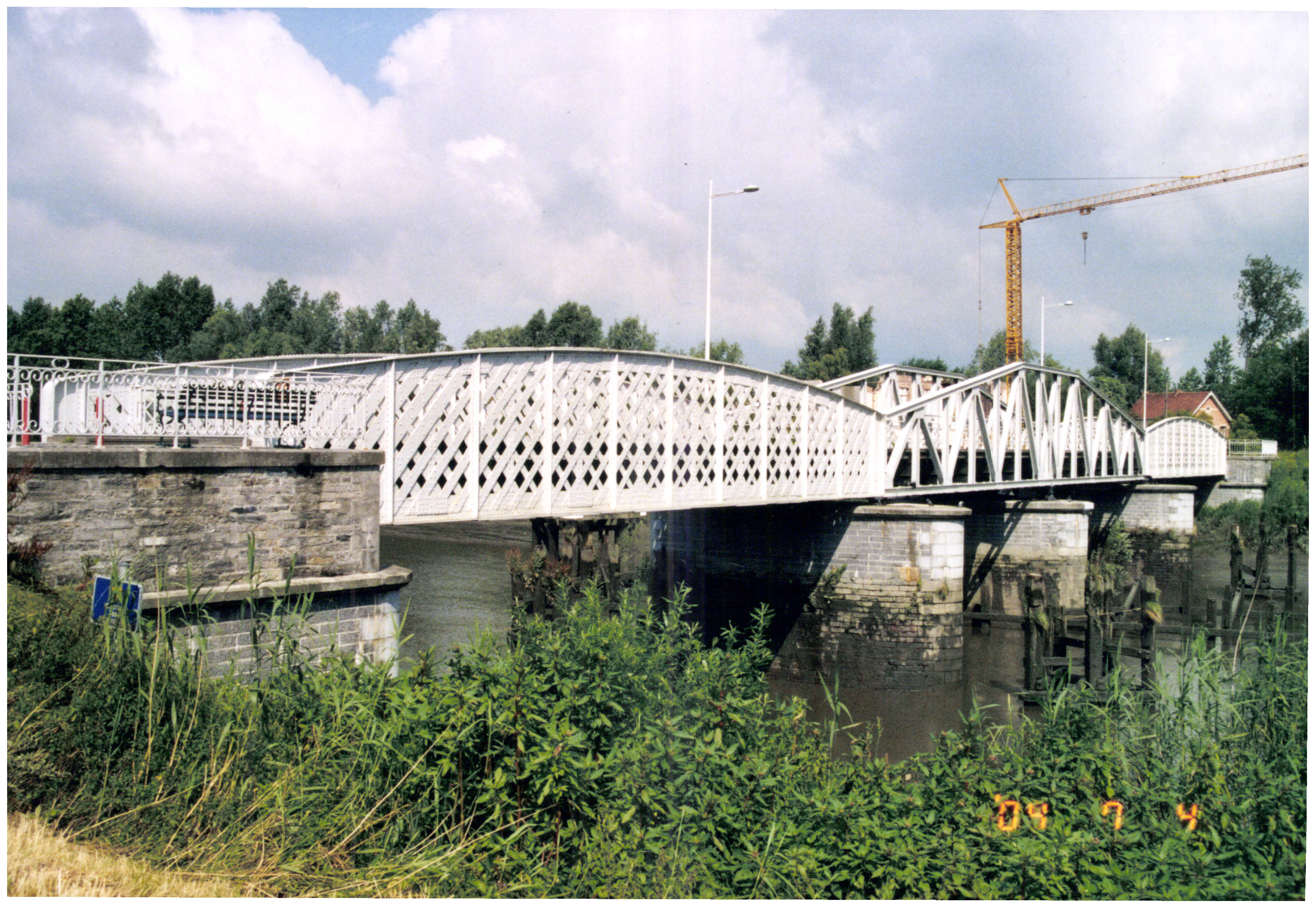
Über die Mirabrug gelangen die Fahrer an den Start des Rennens.

Der Flandriencross ist ein belgisches Cyclocrossrennen, der in der belgischen Gemeinde Hamme ausgetragen wird.

## Geschichte
Der Wettbewerb wurde 2002 durch Jurgen Mettepenningen, den Manager von Pauwels Sauzen-Bingoal, ins Leben gerufen. Zunächst fand er jeweils Mitte November im Ortsteil Zogge statt und hieß Bollekescross nach einer Biersorte des Hauptsponsors, der Brauerei De Koninck. 2004 schloss sich das Rennen der Superprestige-Serie an. Im Januar 2007 fanden die belgischen Meisterschaften auf dem Parcours statt, die von Bart Wellens und Loes Sels bei den Männern bzw. Frauen gewonnen wurden. Ein Frauenrennen im Rahmen des Bollekescross fand erstmals 2011 statt.
Nach der Ausgabe 2013 übergab Mettepenningen die Organisation an Golazo, die Eigner der Bpost bank trofee (heute X2O Badkamers Trofee). Damit einher ging ein Wechsel in letztere Serie. Die neuen Eigner änderten den Namen in Flandriencross, zu Ehren des in Zogge ansässigen Rennfahrers Greg Van Avermaet, der zuvor gerade mit der Flandrien-Trofee ausgezeichnet worden war. Allerdings traten alsbald Uneinigkeiten mit Grundstücksbesitzern in Zogge auf, so dass die Ausgabe 2014 in den Hauptort Hamme umziehen musste, wo der Cross seither stattfindet. Der neue Parcours liegt in einem Wäldchen mit Teichen entlang der Durme am nördlichen Ortsrand von Hamme. In der Saison 2020/2021 wechselte der Flandriencross auf einen neuen Termin in der zweiten Januarhälfte, 2024/2025 fand er wiederum im November statt.
Rekordsieger der Männer ist Sven Nys mit sieben Erfolgen, bei den Frauen ist es Sanne Cant mit drei.

## Siegerliste

### Männer
- 2002:  Sven Nys
- 2003:  Mario De Clercq
- 2004:  Sven Vanthourenhout
- 2005:  Sven Nys
- 2006:  Sven Nys
- 2007:  Sven Nys
- 2008:  Sven Nys
- 2009:  Zdeněk Štybar
- 2010:  Sven Nys
- 2011:  Zdeněk Štybar
- 2012:  Sven Nys
- 2013:  Niels Albert
- 2014:  Wout van Aert
- 2015:  Wout van Aert
- 2016:  Mathieu van der Poel
- 2017:  Mathieu van der Poel
- 2018:  Mathieu van der Poel
- 2019 (Nov):  Mathieu van der Poel
- 2021 (Jan):  Mathieu van der Poel
- 2022:  Laurens Sweeck
- 2023:  Wout van Aert
- 2024 (Jan):  Mathieu van der Poel
- 2024 (Nov):  Niels Vandeputte

### Frauen
- 2011:  Daphny van Brand
- 2012:  Sanne van Paassen
- 2013:  Nikki Harris
- 2014:  Sanne Cant
- 2015:  Helen Wyman
- 2016:  Sanne Cant
- 2017:  Sanne Cant
- 2018:  Annemarie Worst
- 2019 (Nov):  Annemarie Worst
- 2021 (Jan):  Ceylin del Carmen Alvarado
- 2022:  Lucinda Brand
- 2023:  Fem van Empel
- 2024 (Jan):  Fem van Empel
- 2024 (Nov):  Ceylin del Carmen Alvarado